# 魏僧寨镇
魏僧寨镇，是中华人民共和国河北省邯郸市馆陶县下辖的一个乡镇级行政单位。

## 行政区划
魏僧寨镇下辖以下地区：
西魏僧寨村、东魏僧寨村、安雷寨村、任门寨村、周庄村、赵官寨村、高庄村、十里店村、闫寨村、吴庄村、高雷寨村、张庄村、滩上村、肖村、马兰厂村、史庄村、丁圈村、南榆林村、刘圈村、铺上村、申街东村、申街西村、前符渡村、后符渡村、王草厂村、范草厂村、陈庄村、杨草厂村、山材村、孙雷寨村和王雷寨村。